# IC 1355
IC 1355 ist eine elliptische Galaxie vom Hubble-Typ E im Sternbild Wassermann. Sie ist schätzungsweise 385 Millionen Lichtjahre von der Milchstraße entfernt.
Das Objekt wurde am 6. August 1891 von dem Astronomen Stéphane Javelle entdeckt.